# Southern Comfort

Il Southern Comfort è un liquore southern style al whisky statunitense creato nel 1874 e attualmente prodotto dalla Sazerac. La ricetta originale consiste in un mix di whiskey americano, arance, pesche, vaniglia e varie spezie tra cui la cannella; a differenza di questa, l'attuale formulazione contiene solo aromi piuttosto che vero whiskey ad eccezione della versione "Special Reserve".

## Storia
Martin Wilkes Heron era un barman irlandese presso il pub McCauley’s Tavern di New Orleans: Dal momento che il whiskey che arrivava a New Orleans non era sempre della migliore qualità e che il porto cittadino permetteva l'arrivo di spezie esotiche, Heron cominciò a testare l'infusione di diversi ingredienti direttamente nelle botti, in particolare frutti e spezie, per ammorbidire e rendere più godibile il gusto del whiskey. La ricetta definitiva fu perfezionata nel 1874 e Heron cominciò a distribuire il whisky infuso ai clienti del pub. Nel 1889 Heron si trasferì a Memphis dove brevettò il suo prodotto con il nome "Cuffs & Bottons", ispirato ad un prodotto simile chiamato "Hats & Tails" Contestualmente, aprì una piccola sede produttiva e distributiva dove produceva, imbottigliava e vendeva il suo liquore. Nel 1890, Heron assunse un aiutante, Grant M. Peoples, e iniziò a presentare la sua bevanda presso diverse esibizioni e fiere: in occasione di un'esibizione a New York, egli rinominò il suo prodotto M.W. Heron Famous Southern Comfort, successivamente vinse due medaglie presso due esibizioni (Parigi 1900, Saint Louis 1904). Heron morì nel 1920 e la proprietà passo in mano al suo assistente, l'unico che conoscesse la ricetta segreta. Col proibizionismo la distribuzione del Southern Comfort cessò e quindi, al termine di questo periodo, l'azienda si giovò di due situazioni per riportare in auge il nome della bevanda: la prima occasione si presentò con l'uscita del film Via col vento, per la cui uscita venne ideato un cocktail, lo Scarlet O'Hara, che conteneva appunto il Southern Comfort. Un'altra occasione che mise in evidenza il marchio fu durante la seconda guerra mondiale, quando un bombardiere B17 venne rinominato dai soldati Southern Comfort. Un'ulteriore spinta alle vendite fu generata dall'artista Janis Joplin, la quale dichiarò una vera passione per il Southern Comfort. Il liquore, nella seconda metà del XX secolo comincia ad essere distribuito nel resto del mondo. Nel 1979 la Brown–Forman acquisisce il marchio . Nel 2016, il marchio è acquisito dall'azienda statunitense Sazerac per 543,5 milioni di dollari.

## Varianti
Negli Stati Uniti il Southern Comfort è disponibile in versione 100 US proof (gradazione alcolica 50%), 70 US proof (gradazione alcolica 35%) e 42 US proof (gradazione alcolica 21%). La versione Special Reserve, venduta solo nei duty-free, è una miscela di Southern Comfort e bourbon (80 US proof). Oltre al liquore originale, negli anni sono stati create diverse varianti:
- Coffee Southern (1948[13]): Liquore al caffè. Il prodotto ha avuto fortune alterne ed è attualmente non disponibile. Una sua pubblicità sull' Oakland Tribune, risalente al 25 novembre 1965, è la prima prova scritta del cocktail White Russian[14]
- Southern Comfort Egg Nog
- Southern Comfort Bold Black Cherry (2011): Versione aromatizzata all'amarena
- Southern Comfort Fiery Pepper (2011): Versione aromatizzata al peperoncino
- Southern Comfort Lime (2011): Versione aromatizzata al lime
- Southern Comfort Black (2018[15]): versione con spezie affumicate

Inoltre è presente una linea di bevande premiscelate:
- Southern Comfort Lemonade & Lime (2009[16]): Bevanda premiscelata a base di Southern Comfort, limonata e lime.
- Southern Comfort and Cola (2018): Bevanda premiscelata a base di Southern Comfort e cola.
- Southern Comfort Hard Apple (2021[17]): Bevanda premiscelata a base di Southern Comfort e mela.
- Southern Comfort Hard Peach (2021[17]): Bevanda premiscelata a base di Southern Comfort e pesca.
- Southern Comfort Collection - Peach Tea (2021): Bevanda premiscelata a base di Southern Comfort e te alla pesca.
- Southern Comfort Collection - Paradise Punch (2021): Bevanda premiscelata a base di Southern Comfort, arancia e succo d'ananas.
- Southern Comfort Collection - Lime Lemon (2021): Bevanda premiscelata a base di Southern Comfort, lime e limone.

## Cocktail
Con il Southern Comfort è possibile preparare molti cocktail. I più noti sono l'Alabama Slammer e lo Scarlet O'Hara.